# Estudios Universitarios Catalanes
Estudios Universitarios Catalanes (EUC) son una enseñanza de carácter universitario que se inició el 16 de octubre de 1903 como consecuencia del  Primer Congreso Universitario Catalán, como respuesta a la negativa del rector de la Universidad de Barcelona, Rafael Rodríguez Méndez, a aceptar el catalán como lengua de comunicación. Cómo que no contaban con autorización oficial del Ministerio de Educación de España para instalar las aulas en la Universidad, las tuvieron que habilitar en el Ateneo Barcelonés, en la Escuela Industrial, y en la Biblioteca de Cataluña. 
Primeramente solo se impartían clases de derecho civil catalán e historia de Cataluña, pero pronto se amplió con economía social y política arancelaria, literatura catalana, derecho público catalán, historia del arte catalán, geología aplicada en Cataluña, técnica y análisis químico, agricultura, pedagogía nacional, estudios portugueses, filología románica, filosofía, gramática comparada del latín y el catalán, historia musical y étnica de la canción popular, lógica y metodología de la ciencia y geografía, todas ellas materias impartidas en la Universidad e impartidas por profesorado titulado. 
Entre los profesores de los Estudios, podemos destacar personalidades como Antoni Rubió y Lluch, Josep Puig y Cadafalch, Antoni Borrell i Soler, Pompeu Fabra, Eugeni de Ors, Pere Bosch y Gimpera, Manuel de Montoliu, Jordi Rubió y Balaguer, Ferran Valls Taberner, Francesc Martorell y Trabal y Pau Vila. La llegada de la Segunda República Española y la asunción de competencias educativas por la Generalidad de Cataluña, así como la fundación de la Universidad Autónoma de Barcelona y la catalanización de la Universidad de Barcelona redujeron las asignaturas a cuatro: gramática, literatura, historia y geografía.
A finales de la guerra civil española las actividades fueron suspendidas, y no pudieron retomar hasta el 1942, y se hicieron de manera clandestina hasta el 1950. Entonces se  enseñó lingüística catalana, por Ramon Aramon y Serra, historia de la literatura, por Jordi Rubió y Balaguer (después por Jordi Carbonell, Antoni Comas y Joaquim Molas), historia de Cataluña, por Ferran Soldevila (después por Miquel Coll Alentorn) y, esporádicamente, derecho civil catalán, por Antoni Borrell y Macià, economía política, por Salvador Millet  Belio, paleografía, por Pere Bohigas, y arqueología, por Josep de Calassanç Serra y Ràfols. 
Del 1961 al 1985 el EUC también organizó cursos de cultura catalana para estudiantes extranjeros. También editaron una revista con el mismo nombre donde publicaron sus trabajos la mayor parte de los profesores y de los alumnos más destacados.